# Фьодор Разколников
Фьодор Фьодорович Разколников (на руски: Фёдор Фёдорович Раско́льников) с рождено име (Фьодор Фьодорович Илин) е съветски военен и държавен деец. Дипломат, писател и журналист, той става първият извънреден и пълномощен представител на Съветския съюз в Царство България.

## Биография
Фьодор Разколников е роден на 28 януари/9 февруари 1892 г. в Санкт Петербург, Русия, в семейството на свещеник. Завършва Санктпетербургския Политехнически институт. Член на Партията на болшевиките с поръчителството на Вячеслав Молотов от 1910 г. Литературен сътрудник на в-к „Звезда“ в-к „Правда (1912 – 1914). Завършва Гардемаринското военноморско училище (1917).
След Февруарската революция в Русия е заместник-председател на Кронщтадтския съвет на военните моряци. Арестуван от Временното правителство и затворен в затвора „Кръстовете“. Освободен е на 13 октомври 1917 г. Участва в Октомврийската революция (1917) при борбата срещу похода на генерал-лейтенант Пьотър Краснов и Александър Керенски към Санкт Петербург и в Москва. Депутат в Учредителното събрание (1918). Комисар на Морския генерален щаб и заместник-комисар на Лев Троцки във флота (1918). По време на Гражданската война е командир на Волжката флотилия. Член на Революционния военен съвет на РСФСР.
По време на Чуждестранната военна интервенция в Русия на 26 декември 1918 г. попада в британски плен. Затворен е в „Брикстънския затвор“ (Лондон). Заменен е срещу пленени британски граждани в Русия. Командващ на Волжко-Каспийската военна флотилия. Участва в отбраната на Царицин (1919). Награден е два пъти с Орден „Червено знаме“. Командващ на Балтийския военен флот (1921).
От 1921 г. е на дипломатическа работа. Посланик на СССР в Афганистан (1922), Естония (1930) и Дания (1933). При установяването на дипломатически отношения между
СССР и Царство България е пълномощен представител в София (1934 – 1938).
През април 1938 г. напуска поста си и заминава за Берлин. Установява се във Франция, от където пише протестното си писмо „Как ме направиха враг на народа“ до вестник „Последни новини“. Публикува открито писмо до Йосиф Сталин, с което протестира срещу репресивната сталинска политика. Според официалната версия умира от пневмония. Разпространено е твърдението, че е убит от НКВД.
Фьодор Разколников е реабилитиран в СССР през 1963 г. В България неговата биография наред с тези на Йосиф Хербст и Кръстю Раковски е публикувана от проф. Филип Панайотов в книгата „И мъртвите ще проговорят“, УИ „Свети Климент Охридски“, С., 2004.